# Clovia rugosa
Clovia rugosa är en insektsart som beskrevs av Jacobi 1917. Clovia rugosa ingår i släktet Clovia och familjen spottstritar. Inga underarter finns listade i Catalogue of Life.